# Ballognatha
Ballognatha Caporiacco, 1935 è un genere di ragni appartenente alla famiglia Salticidae.

## Etimologia
Il nome del genere è composto dal genere Ballus con cui condivide vari caratteri e dal vocabolo greco γναθός, gnathòs, che significa mascella, per la forma dei cheliceri.

## Descrizione
Il genere e la specie sono stati descritti in base allo studio di un singolo esemplare immaturo; è abbastanza probabile che esemplari adulti di questa specie non ne esistano, infatti vari autori considerano questo genere nomen dubium.

## Distribuzione
L'unica specie nota di questo genere è stata reperita da Caporiacco in una località del Karakorum.

## Tassonomia
A maggio 2010, si compone di 1 specie:
- Ballognatha typica Caporiacco, 1935[2] - Karakorum